# Marc Monjou
Marc Monjou est un acteur français.

## Filmographie

### Cinéma

#### Longs métrages
- 1967 : Playtime : le faux M. Hulot
- 1972 : Galaxie : Van der Neel
- 1972 : L'Humeur vagabonde
- 1977 : Antonin Artaud, correspondance avec Jacques Rivière

#### Courts métrages
- 1967 : Cours du soir : (non crédité)

### Télévision

#### Séries télévisées
- 1962 : L'inspecteur Leclerc enquête : Le docteur
- 1967-1984 : Les Enquêtes du commissaire Maigret : Le médecin légiste / Le monsieur de la P.J. / Le secrétaire
- 1968 : Les Compagnons de Baal
- 1967 : En votre âme et conscience, épisode : L'Affaire Daurios ou le Vent du Sud de  Guy Lessertisseur
- 1969 : En votre âme et conscience : Le greffier
- 1969 : Que ferait donc Faber ?
- 1973 : Les Thibault : Tasler / Tatsler
- 1977 : Le Confessional des pénitents noirs : Le vieux bénédictin
- 1980-1981 : Les Dossiers éclatés : Le président / Le président du Parlement de Paris
- 1983 : Les Amours romantiques
- 1988 : Le Chevalier de Pardaillan : Damville
- 1992-1993 : Le JAP, juge d'application des peines : Mercadier
- 1993 : Nestor Burma (série télévisée), saison 3, épisode 2 : Boulevard ossements : René Boyer
- 1993-1994 : Julie Lescaut : Le légiste / Le Médecin légiste / Médecin légiste
- 1994 : La Guerre des privés : Le photographe

#### Téléfilms
- 1964 : La Montre en or
- 1966 : La 99ème minute de François Gir
- 1967 : Ouragan sur le Caine : Docteur Bird
- 1968 : Eugénie Grandet : Monsieur De Bonfons
- 1968 : Koenigsmark : Le premier sergent (non crédité)
- 1976 : Don Juan ou l'Homme de cendres : Le commandeur
- 1980 : L'Embrumé : Albert
- 1982 : Le Retour d'Elisabeth Wolff : Notaire
- 1985 : Le Deuxième Couteau : L'inspecteur Gast
- 1987 : Je tue à la campagne : Le curé
- 1989 : Le Retour de Lemmy Caution (1989) : Le locataire
- 1992 : Amour et Chocolat : Gardener
- 1992 : Jo et Milou : Duchesnay
- 1995 : L'Enfant en héritage : Henri